# Pumahuanca
Pumahuanca, Pumahuanja (posiblemente del quechua puma puma y wank'a piedra, "piedra del puma") o Yucay tiene 5318 metros de altura (17 448 pies) es una montaña en la cordillera de Urubamba en los Andes del Perú. Se ubica en la región Cusco, en el límite entre las provincias de Calca y Urubamba, al noroeste de Urubamba. Se encuentra al noroeste de Chicón y al oeste de Capacsaya.